# Home (Nesli)
Home è il secondo album in studio del rapper italiano Nesli, pubblicato il 1º settembre 2004 dalla The Saifam Group.

## Il disco
Prodotto in gran parte dallo stesso Nesli, Home è costituito da quindici brani, di cui tre realizzati in duetto con il fratello Fabri Fibra. Al brano Il mio nome ha partecipato anche il rapper Maxi B.

## Tracce
1. Intro fitte da latte – 3:42
2. Mi sento ok – 3:29
3. Sono un prodotto (feat. Fabri Fibra) – 4:51
4. Lascio stare – 3:27
5. L'appuntamento (feat. Fabri Fibra) – 3:44
6. Glin Green – 3:27
7. Il mio nome (feat. Maxi & Fabri Fibra) – 5:24
8. Strano italiano – 3:50
9. Quello che non sei – 3:53
10. Quando te ne vai – 3:52
11. Il mio sud – 3:35
12. Il vento dei ricordi – 4:20
13. Guardo fuori – 3:40
14. Outro a me stesso – 4:00
15. Io e te – 3:12